# 京福電気鉄道テキ521形電気機関車
京福電気鉄道テキ521形電気機関車（けいふくでんきてつどうテキ521がたでんききかんしゃ）は、京福電気鉄道が北陸地区向けに導入した電気機関車。
2003年（平成15年）にえちぜん鉄道に引き継がれ、ML521形に改称。2024年（令和6年）3月8日まで運用された。

## 概要
1945年（昭和20年）7月の空襲により、テキ10・11が焼失により電気機関車が不足、さらに1948年（昭和23年）6月28日の福井地震の復旧資材やダム建設資材の運搬による貨物量増加に対応するために、1949年（昭和24年）に導入された。
日立製作所製の25 t凸形の機関車であり、集電装置はトロリーポールであったが後にパンタグラフ化される。
主に貨物輸送に従事していたが、貨物輸送の減少により運用は減少し、1980年代にはスノープラウが取り付けられ、除雪用となる。
2003年（平成15年）2月1日京福電気鉄道福井地区の鉄道事業が廃止され、えちぜん鉄道へ譲渡されると、えちぜん鉄道に転籍。ATS取り付け、運転台回りの機器の追加、521・522を永久連結する改造を受け、両先頭に除雪装置を設置し、除雪専用車となる。車両の向きは、勝山・三国港側が521、福井側が522である。主に勝山永平寺線で通常の降雪時に運用され、大雪時にはMCRロータリー車が運用されていた。
2016年（平成28年）4月9日には撮影会や車内見学などが行われた。
2024年（令和6年）3月8日に新型のラッセル車（SR形）導入により車両基地から搬出され、2両とも大阪府河内長野市の運送会社で保管されている。